# Humaniora
Humaniora är en benämning på den samling akademiska ämnen som studerar människan och dess kultur, eller som studerar mänskliga värden och kännetecknas ofta av kvalitativa eller analytiska metoder, även om undantag finns. 
Hit räknas ämnen som etnologi, filosofi, historia, idéhistoria, estetik, konstvetenskap, retorik, språk och litteraturvetenskap. 
Till humanvetenskaperna räknas även sociologi, pedagogik, kulturantropologi och psykologi. Vidare räknas ibland även religionsvetenskap eller teologi till humaniora, även om dessa ämnen historiskt hade egna fakulteter.

## Historia

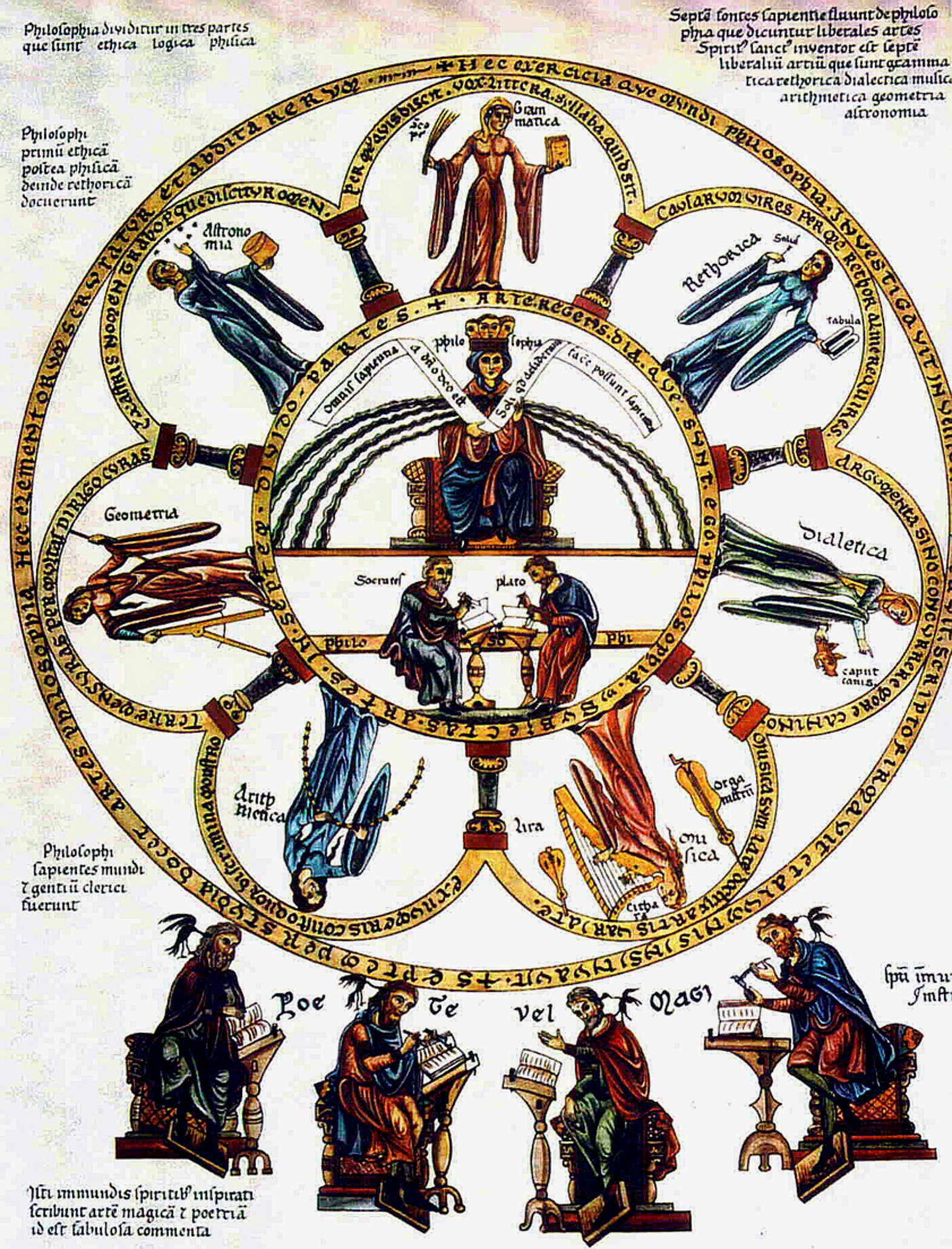
Septem artes liberales ur Hortus deliciarium av Herrad von Landsberg (omkring 1180)

I västvärlden kan studiet av humaniora härledas till antikens Grekland, som en bred utbildning för dess medborgare. Under Romartiden utvecklades de sju fria konsterna (liberal arts), som bestod av grammatik, retorik och logik (tillsammans trivium), samt aritmetik, geometri, astronomi och musikvetenskap (tillsammans quadrivium). Dessa ämnen formade grunden för den medeltida utbildningen, med tonvikt vid humaniora som ett praktiskt ämne. Ett större skifte inträffade med renässanshumanismen under 1400-talet, då humaniora började betraktas som ämnen att studera snarare än praktisera, med följden att fokus flyttade från de traditionella ämnena (såsom filosofi) till ämnen som litteratur och historia.
Under 1900-talet har den rådande synen på humaniora blivit utmanad av en postmodernistisk rörelse, som försöker omdefiniera humaniora i mera egalitariska termer som anses mera passande för ett demokratiskt samhälle, eftersom de grekiska och romerska samhällena, där humaniora utformades, var elitistiska och aristokratiska.

## Humaniora i världen

### Japan
2015 uppstod en mediastorm kring ett påstått förslag från japanska regeringen att universitet skulle sluta undervisa i humaniora och istället tillhandahålla kurser av vad de menade har "praktiskt värde" för samhället. Efter omfattande kritik både inom Japan och internationellt drog dock utbildningsdepartementet tillbaka förslaget. Sociologiprofessorn Shunya Yoshimi menar att mediakontroversen delvis var orsakad av ett missförstånd av regeringens intentioner. Nyttan av humanioraforskning i Japan har dock, likt i många andra delar av världen, under lång tid varit omdebatterad, och den får betydligt mindre forskningsanslag än forskning inom andra områden.

## Tidskrifter
Det finns flera tidskrifter ur ett överskådligt humanvetenskapligt perspektiv. En av dessa är Human IT som studerar informationsteknologin och informationsvetenskapen ur ett humanvetenskapligt perspektiv.